# Толук
Толук (кирг. Толук) — село в Токтогульском районе Джалал-Абадской области Кыргызстана. Административный центр Аралбаевского айылного аймака.

## География
Село расположено в северо-восточной части области, на берегах реки Толук, на расстоянии приблизительно 52 километров (по прямой) к востоку от города Токтогула, административного центра района. Абсолютная высота — 1455 метров над уровнем моря.

## Население
Согласно оценочным данным Национального статистического комитета Кыргызской Республики, численность населения села на начало 2023 года составляла 1028 человек.
| год     | 2009 | 2014 | 2015 | 2020 | 2021 | 2023 |
| ------- | ---- | ---- | ---- | ---- | ---- | ---- |
| человек | 963  | 1177 | 1159 | 1277 | 1304 | 1028 |